# Бокс голыми кулаками

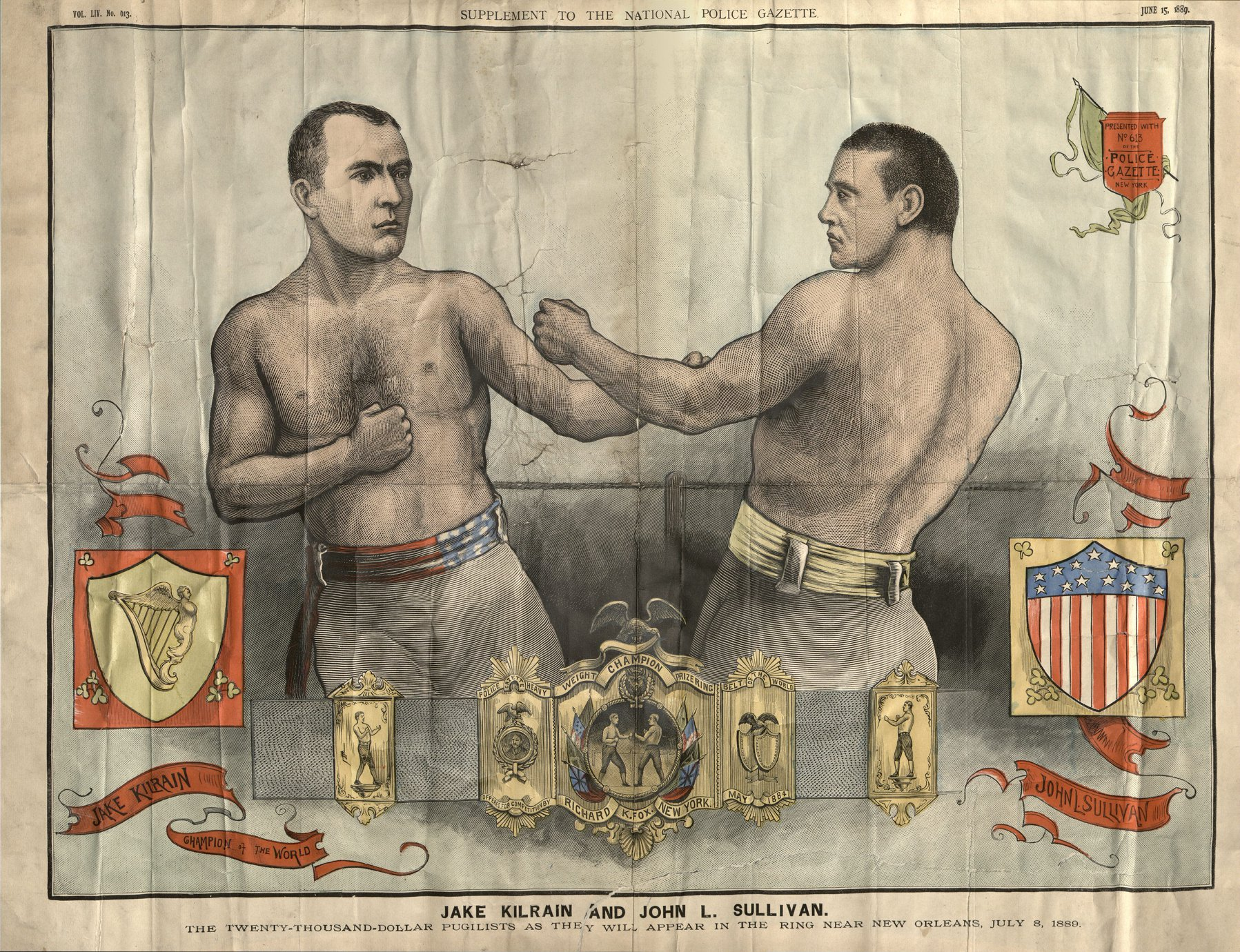
Афиша боя Джона Салливана против Джейка Килрейна, последнего чемпионского боя без перчаток, опубликованная в Национальной полицейской газете США

Бокс голыми кулаками, или бокс без перчаток (англ. bare-knuckle boxing) — начальная стадия развития бокса, отделяющая современный бокс от кулачного боя. От последнего отличается тем, что бои проводятся по боксёрским правилам, как правило в импровизированном ринге. Поединки проводились как один-на-один в привычном для современного бокса формате, так и против нескольких соперников подряд или сразу. Как пережиток эры кулачных бойцов на Западе сохранилась традиция фотопортретов выдающихся боксёров современности со сжатыми кулаками без перчаток и ряд других анахронизмов. На современном этапе развития спорт разделился на бокс голыми кулаками в буквальном смысле этого слова и бокс без перчаток, но с элементами бинтования рук и т. п.

## История

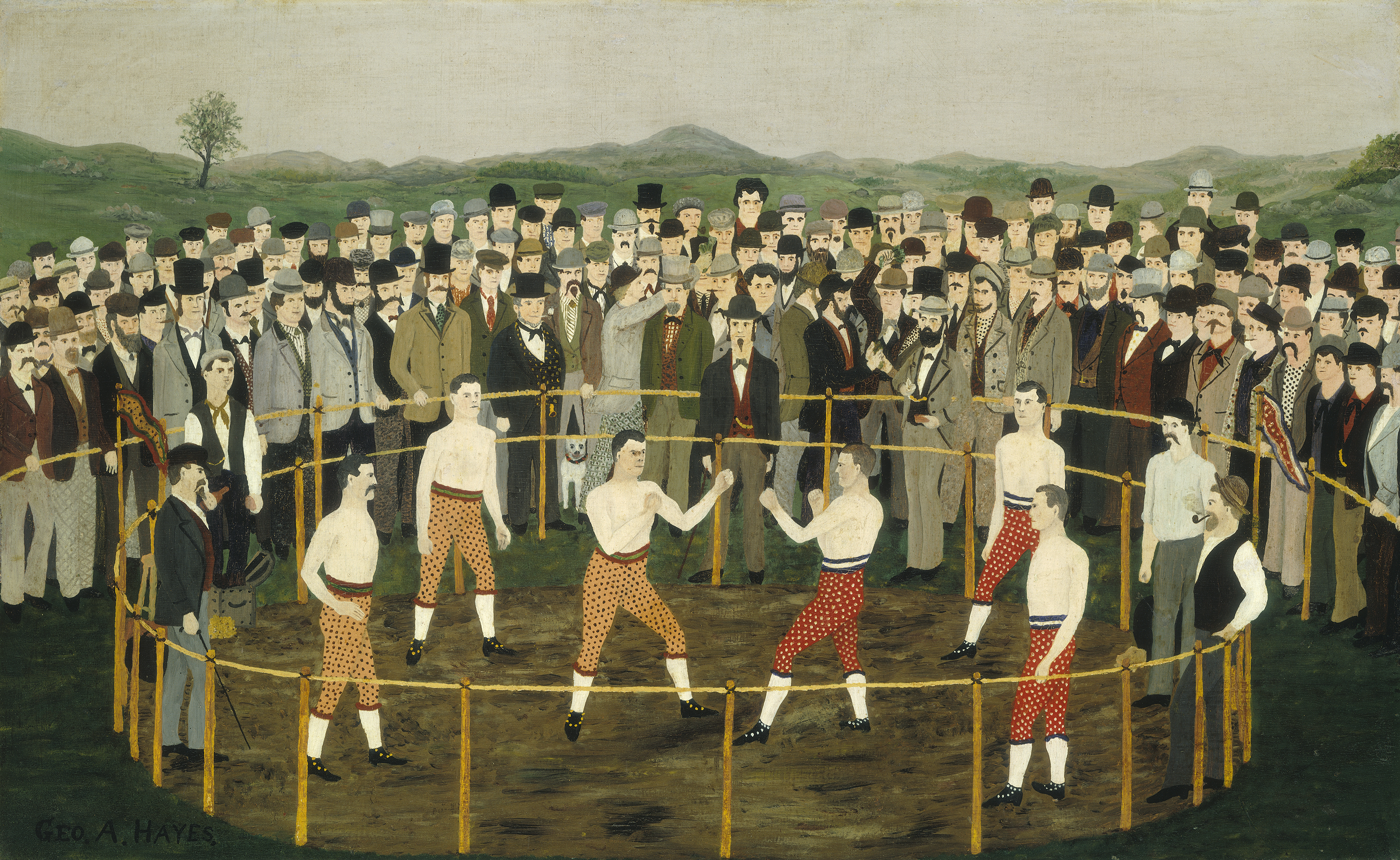
«Кулачные бойцы». Картина Джорджа Хейса. Трое против троих поочередно в круглом ринге, без рефери

### Период сосуществования
Собственно современниками это единоборство называлось просто «бокс», но с появлением боксёрских перчаток его стали называть «боксом голыми кулаками» в противоположность «боксу в перчатках» (gloved boxing). На первых порах два спорта сосуществовали вместе, причём первоначально бокс в перчатках считался современниками не зрелищным (поскольку фактор кровопролития был существенно менее выражен, поединки в перчатках носили менее ожесточённый характер) и являлся значительно менее прибыльным по сравнению с боксом голыми кулаками, но с течением времени эра кулачных бойцов в истории бокса завершилась, современный бокс постепенно вытеснил бокс без перчаток. Разница между двумя видами спорта была весьма существенной, поскольку отсутствие перчаток давало преимущество спортсмену, использовавшему борцовские приёмы и прибегавшего к разного рода сомнительным действиям. В перчатках было сложнее делать борцовские приёмы, захваты и броски, бить пальцами в глаза, ладонью наотмашь, цепляться за волосы, одежду, конечности и выступающие части лица, вдавливать пальцы в глаза, держать соперника одновременно нанося удары, и проводить другие сомнительные действия, которые правилами не охватывались, а расценивались как допустимые или недопустимые по собственному усмотрению рефери, который в прямом смысле этого слова являлся «судьёй в ринге», а не техническим работником, следящим за соблюдением формализованного набора правил. Поскольку нокаутирующий потенциал ударов голыми кулаками значительно более высокий по сравнению с ударами в перчатках, а блокировать удар соперника голой рукой проблематичнее, нежели в перчатках, в боксе голыми кулаками значительно большее значение имел фактор одиночного «шального» удара (lucky punch), в связи с чем техника ударных серий и комбинаций ударов была развита значительно меньше по сравнению с боксом в перчатках, зато гораздо более развитой была техника борцовских приёмов в стойке, сочетавшая в себе элементы борьбы на поясах с греко-римской и вольной борьбой (в этом плане поединки без перчаток имели сходство с современными боями по правилам MMA).
Поскольку поединки проводились в светлое время суток и каждый последующий раунд завершался после очередного падения одного или обоих соперников на грунт, критически важным фактором был спор представителей обеих противоборствующих сторон о позиции углов, занимаемой ими по отношению друг к другу и ко взошедшему солнцу: Позиция спиной к солнцу считалась выигрышной по отношению к противоположной стороне, обращённой лицом к солнцу, считавшейся заведомо проигрышной. Спор о позиции сторон в ринге начинался на рассвете перед поединком и нередко доходил до драки между секундантами боксёров. Сама по себе роль угловых эпохи бокса голыми кулаками была существенно более важной, чем в современном боксе, поскольку в течение поединка они помногу раз сбегались в ринг для разнимания сцепившихся соперников и утаскивания обратно в угол упавших боксёров, не способных самостоятельно подняться. По этой причине, словесные перепалки с потасовками быстро переходящими в групповую драку между угловыми противоборствующих сторон в промежутках между раундами так же были нередким явлением. В современном боксе роль угловых боксёра выражена значительно менее явно и сводится главным образом к выполнению набора технических функций, нежели к приведению поверженного боксёра в чувство и открытой физической конфронтации против угловых соперника.
На рубеже XIX—XX веков бои без перчаток в США и Великобритании были приравнены к уличной драке и запрещены законом. Ирония истории заключалась в том, что современный бокс в перчатках, который был малоизвестен в США и практически никем не практиковался, получил популярность и стал легитимным благодаря последнему чемпиону мира по боксу без перчаток Джону Салливану, который будучи непобедимым кулачным бойцом, предпочитал боксировать в перчатках, поскольку это исключало различные «грязные» приёмы, к которым нередко прибегали его соперники, и нередко настаивал на проведении предстоящего поединка в перчатках. Салливан, уверенный в силе своего удара и рассчитывавший «перебить» своего очередного соперника в свирепом размене ударами (что ему всегда удавалось, как правило, в первом же раунде), по вполне понятным причинам предпочитал не ввязываться в бесполезную борьбу в клинче, практически всегда приводившую к падению обоих боксёров в «старую добрую американскую грязь» и продолжавшуюся катанием сцепившихся соперников кубарем на земле (в ту пору даже чемпионские поединки без исключения проводились на открытом грунте, под открытым небом, при естественном освещении).

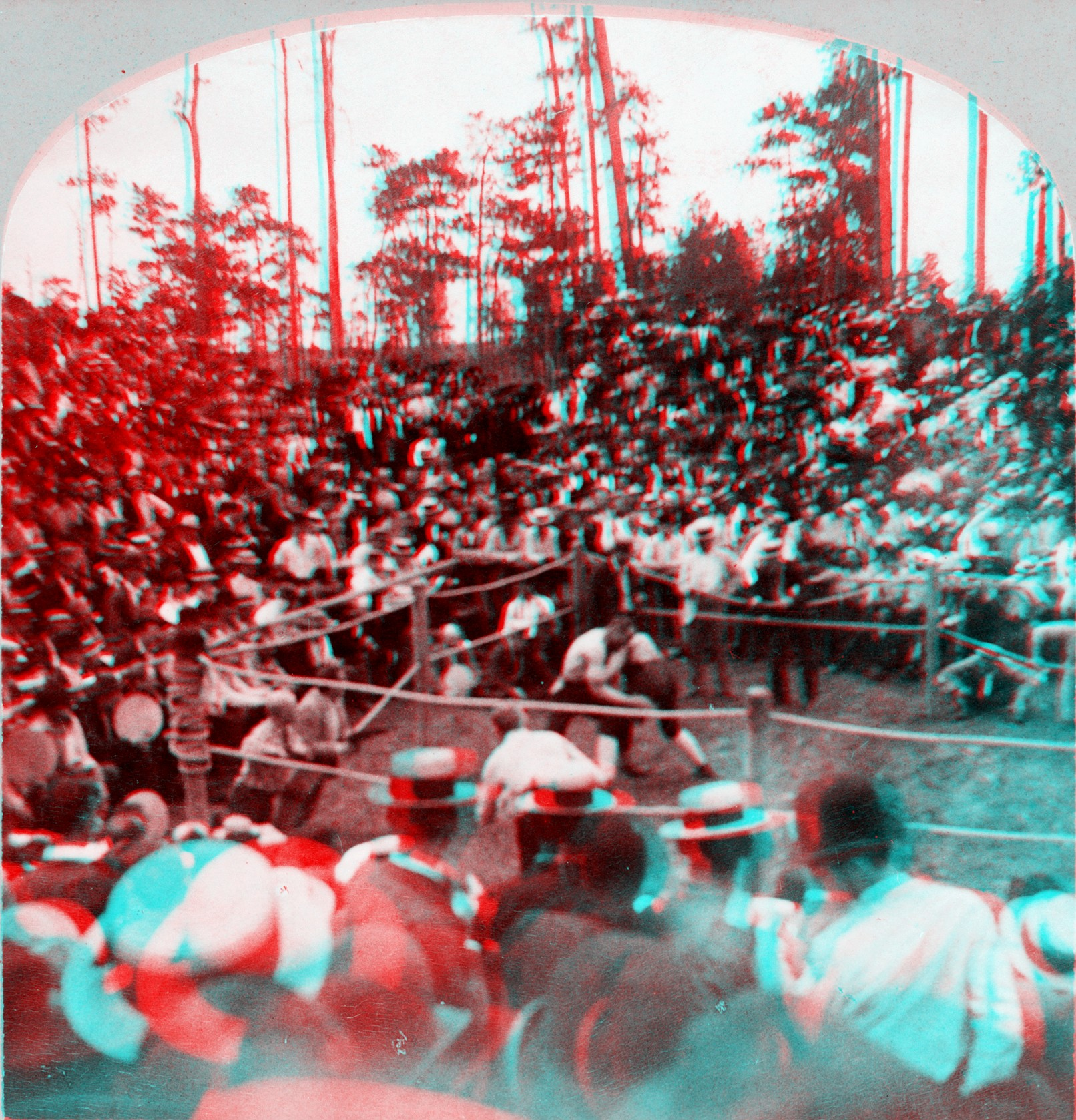
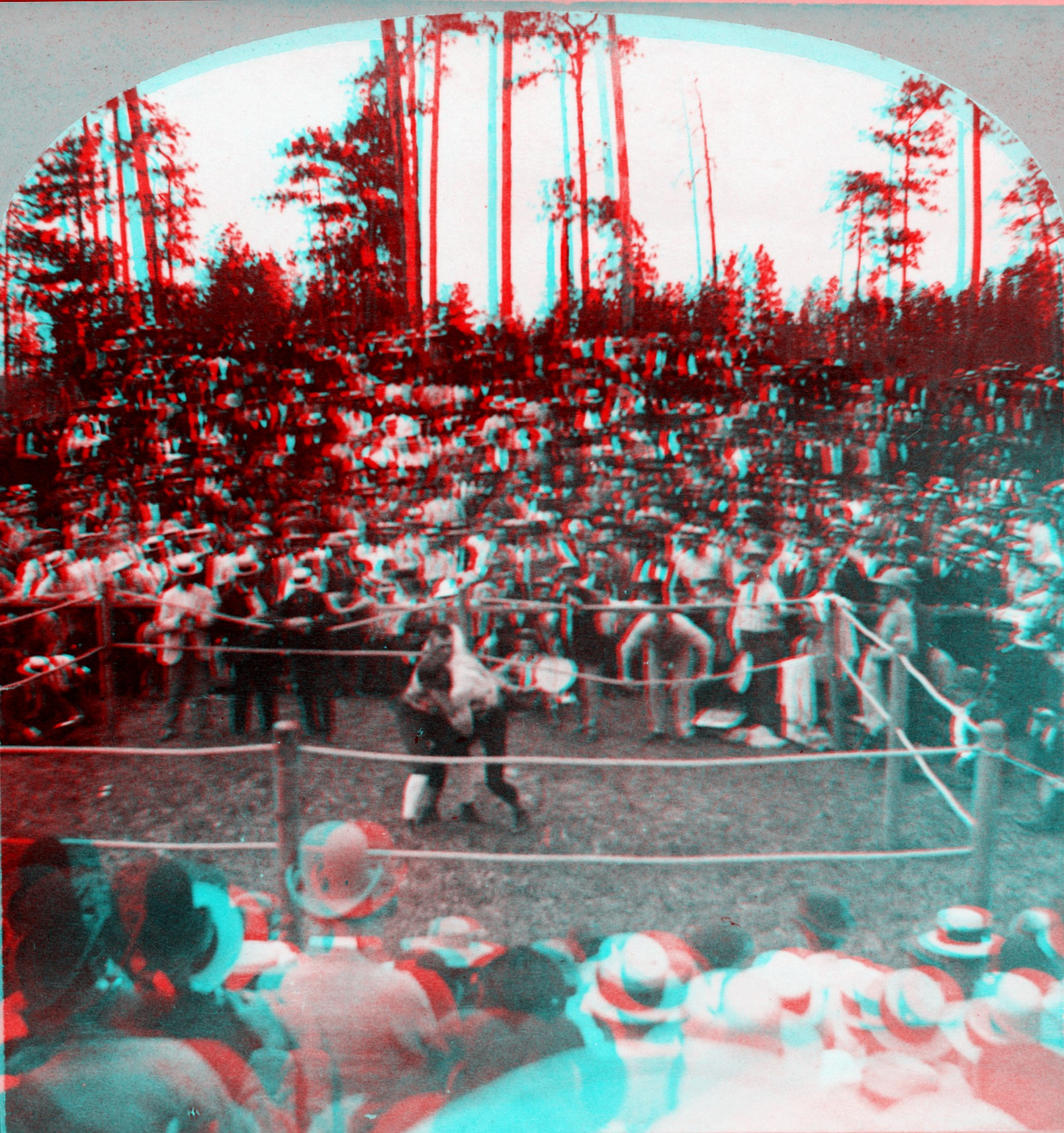
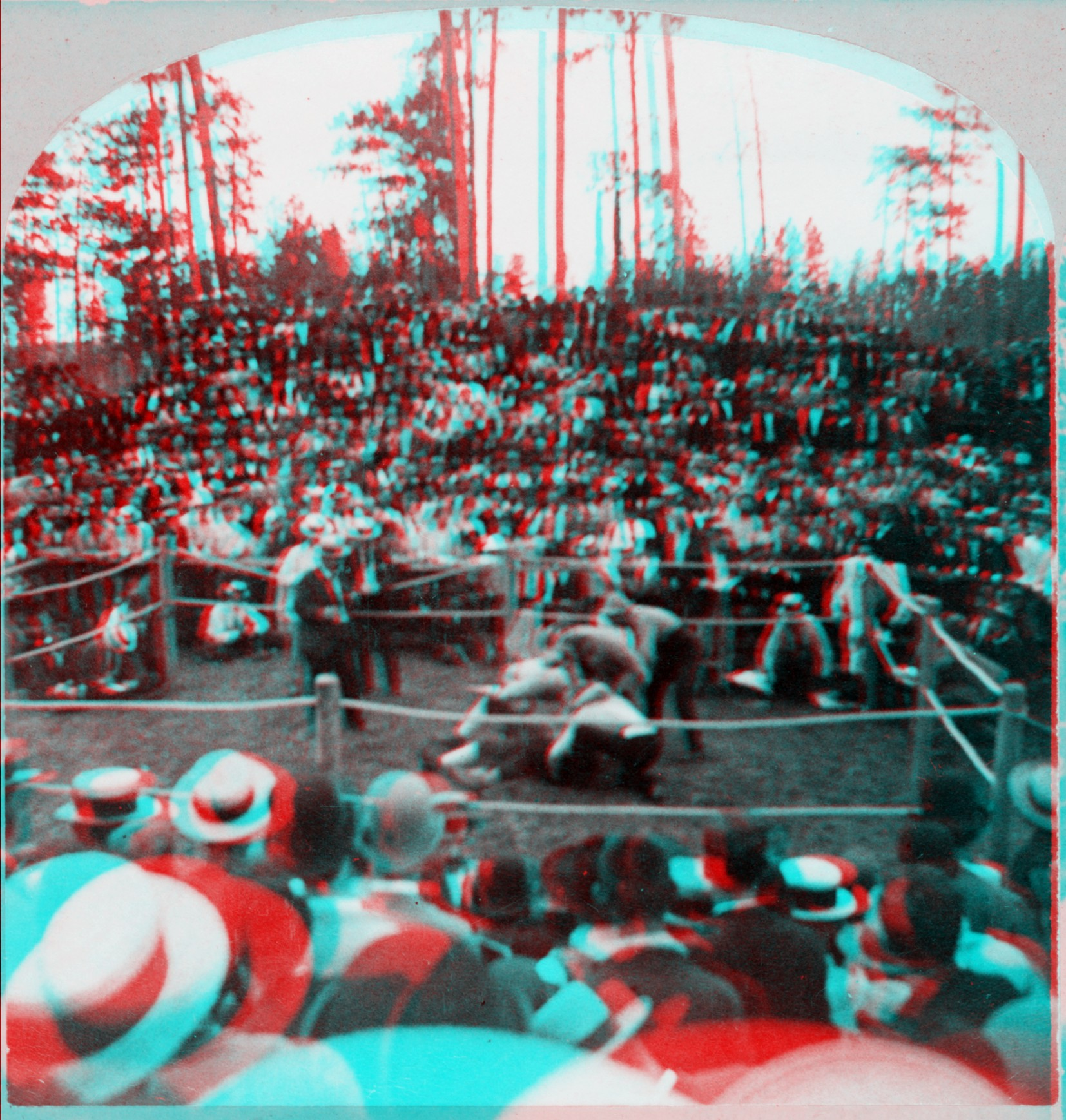

С началом проведения поединков в перчатках, в крытых помещениях, при искусственном освещении, фактор выбора преобладающей позиции сторон в ринге ушёл в прошлое. По мере увеличения массы и качества перчаток постепенно снизился уровень травматизма в боксе.

### Второе рождение
Второе рождение бокса голыми кулаками на Западе пришлось на межвоенный период, эпоху Великой депрессии и отчасти на послевоенный период, когда нелегальные поединки проводились на тотализаторе и привлекали внимание мафии, гангстеров и букмекеров, поскольку обеспечивали быструю прибыль и не облагались налогом.

### Третье рождение
Третье рождение бокса голыми кулаками началось в США подспудно в 1990-е годы, в ряде штатов стали проводиться полулегальные поединки, наконец с этого спорта был снят законодательный запрет, в 2018 году возникла первая регулирующая организация, стали проводиться национальные и мировые чемпионаты. Современные чемпионские поединки голыми кулаками по правилам BKFC (США) и по правилам BKB (Великобритания), предусматривают проведение поединков в закрытом помещении, при искусственном освещении. Американские правила предусматривают проведение поединков с двухминутными раундами в круглом ринге с восемью стойками, британские правила предусматривают проведение поединков с двухминутными раундами в привычном квадратном ринге.

## Хронология
Ниже приводятся некоторые значимые даты в истории бокса голыми кулаками:
Новая история
- 1681 — первая публикация о поединке без перчаток в английской газете.
- 1719 — первый чемпионский бой без перчаток, проведенный в Англии.
- 10 мая 1870 — бой за титул чемпиона мира в США.
- 30 мая 1880 — первый чемпионский бой за титул чемпиона мира по правилам Лондонского призового ринга.
- 8 июля 1889 — последний чемпионский бой за титул чемпиона мира по правилам Лондонского призового ринга.

Новейшая история
- 5 августа 2011 — первый матч, проведённый на территории индейской резервации в штате Аризона и санкционированный органами местного самоуправления коренного населения (американских индейцев).
- 20 марта 2018 — законодательные власти штата Вайоминг первыми среди американских штатов легализовали бокс голыми кулаками. Основана организация Bare Knuckle Fighting Championship
- 2019—2020 — Волна зарождения новых промоушенов проводящих бои на голых кулаках.
- 23 ноября 2021 — Федерацией бокса России была проведена пресс-конференция, на которой было объявлено о признании кулачных боёв спортивной дисциплиной, и с 1 декабря 2021 года соревнования по кулачным боям в России, будут санкционированы этой организацией[2].

## Список промоушенов
В настоящее время в мире существует несколько промоушенов (организаторов турниров в зрелищно-коммерческом спорте), работающих в сфере бокса голыми кулаками.
- Bare Knuckle Boxing (BKB). Промоушен из Великобритании, само название которого означает «бокс голыми кулаками», основанный в 2017 году и наиболее популярный в Европе.
- Bare Fist Boxing Association (BFBA). Промоушен из Великобритании.
- Bare Knuckle Fighting Championship (BKFC). Промоушен из США, штат Филадельфия. Лига основана в 2018 году. Конкурирует с ВКВ за статус крупнейшей в мире.
- Bare Knuckle Combat League (BKCL). Промоушен из США, был активен в 2017—2019 годах, провёл 11 эвентов.
- Mahatch FC — крупнейшая украинская лига.
- Top Dog FC — первый в России промоушен боёв на голых кулаках, существующий с декабря 2019 года.
- GROMDA — крупнейший польский промоушен, основанный в феврале 2020 года.
- Hardcore FC — крупнейший российский промоушен, основан в июне 2020 года.
- United Steel Fighters (USF) — российский промоушен, основанный в феврале 2021 года.
- Punch Club — небольшая российская лига, существующая с марта 2020 года, но с 2021 года перестала проводить бои на голых кулаках, а проводит бои в ММА-перчатках.
- «Кулак» — небольшая российская лига из Санкт-Петербурга, существующая с мая 2020 года. Особенность — разрешённые удары локтями из клинча.
- Ultimate Fonbet Fighting — российская лига, организованная букмекерской конторой «Фонбет» при поддержке AMC Fight Nights Global в сентябре 2020 года. Не стала популярной.

Мировые СМИ обратили внимание на то, что кулачные бои становятся популярны в России. Особенностью российских промоушенов является их ориентация на российскую интернет-аудиторию: продажи платных трансляций или демонстрация бокса голыми кулаками по ТВ в России не пользуется популярностью. Прямые трансляции или записи боёв обычно публикуются на общедоступных бесплатных видеохостингах (например YouTube), где осуществляется их монетизация за счёт рекламы. В организационном плане в России и постсоветских странах новая спортивная дисциплина отличается от привычного бокса, как любительского, так и профессионального, меньшим количеством разрешительных процедур и контрольно-надзорных инстанций, прохождение которых требуется для проведения матчевой встречи или единичного поединка.